# Contarinia kanervoi
Contarinia kanervoi är en tvåvingeart som beskrevs av Barnes 1958. Contarinia kanervoi ingår i släktet Contarinia och familjen gallmyggor. Inga underarter finns listade i Catalogue of Life.